# Devil Ecstasy
Devil Ecstasy (デビルエクスタシー?, Debiru Ekusutashī)  un manga del 2005 scritto e disegnato da Shūzō Oshimi.

## Trama
Noboru Kusakabe, dopo avere subito da piccolo un imbarazzante avance da una ragazza più grande di lui, ha finito per avere un trauma nei confronti dell'altro sesso, e in particolare delle donne con un seno notevole. Quando l'amico Takahashi lo invita a superare la propria paura recandosi in un postribolo dai prezzi estremamente convenienti, il Devil Ecstasy, Noboru capisce subito che qualcosa non torna: la ragazza che si dovrebbe concedere a lui, Meruru, sorpresa dal fatto che il ragazzo abbia apprezzato il suo seno quasi "invisibile", lo invita infatti a fuggire da quel luogo. Poco dopo esce anche Takahashi, con lo sguardo estasiato, il quale muore tuttavia all'istante.

## Manga
| 1 | 4 novembre 2005 | ISBN 4-06-361391-7 | 18 giugno 2020    | ISBN 978-8-89-129375-6 |
| 1 | Capitoli - 1. Tettone terrificanti - 2. Succubus - 3. Tettona all'inseguimento - 4. L'ira della tettona - 5. Tettona, tettine, incursione - 6. Tettine seducenti - 7. Da solo con la tettina - 8. Il grido della tettina - 9. Il suo nome è Kageo - 10. Disperazione e speranza                                                                         |                    |                   |                        |
| 2 | 6 gennaio 2006 | ISBN 4-06-361418-2 | 30 luglio 2020    | ISBN 978-8-89-129450-0 |
| 2 | Capitoli - 11. Scontro con la tettona - 12. Semen in pubblico - 13. Esecuzione del diavolo - 14. La fine di Silen - 15. Dichiarazione alla tettina - 16. L'istinto si scatena - 17. Memorie del semen - 18. Apprendistato del semen - 19. Perché sono una succubus - 20. Una vita grigia - 21. Il riverbero di Silen - 22. Ordine della direttrice      |                    |                   |                        |
| 3 | 2 maggio 2006 | ISBN 4-06-361448-4 | 27 agosto 2020    | ISBN 978-8-89-129484-5 |
| 3 | Capitoli - 23. Sotto lo stesso tetto - 24. Amore, desiderio reciproco - 25. Incontri ravvicinati - 26. Nascita - 27. Triste dilemma - 28. Convivenza tormentata - 29. Tettone VS forze antisommossa - 30. Scontro totale - 31. Anche a costo della vita - 32. Il ritorno del trauma - 33. Le molestie della tettona - 34. Entra in scena l'idol tettina |                    |                   |                        |
| 4 | 6 ottobre 2006 | ISBN 4-06-361483-2 | 24 settembre 2020 | ISBN 978-8-89-129570-5 |
| 4 | Capitoli - 35. Corri, Meruru - 36. Matrimonio con duello - 37. Goodbye, tette - 38. L'ombra della regina - 39. Caos nella capitale - Finale (40). Ai confini dell'amore |                    |                   |                        |